# Фоенштраус
Фоенштраус (нім. Vohenstrauß) — місто в Німеччині, розташоване в землі Баварія. Підпорядковується адміністративному округу Верхній Пфальц. Входить до складу району Нойштадт-ан-дер-Вальднааб.
Площа — 74,07 км2. Населення становить 7518 ос. (станом на 31 грудня 2020).